# Купер, Оуэн
О́уэн Ку́пер (англ. Owen Cooper; род. 5 декабря 2009 года, Уоррингтон, Чешир, Англия, Великобритания) — британский актёр, наиболее известный по роли Джейми Миллера в сериале Netflix «Переходный возраст». Стал самым молодым номинантом премии «Эмми» в категории "Лучший актёр второго плана в мини-сериале или фильме" в возрасте 15 лет. 

## Биография
Родился 5 декабря 2009 года в Уоррингтоне, Чешир в семье Норин и Энди Купер. Его отец работает в сфере IT, а мать — сиделка. У него есть два старших брата, Олли и Конор, которые работают электриками.
Вдохновился начать актёрскую карьеру, увидев Тома Холланда в фильме «Невозможное». Посещал театральную школу «The Drama Mob» в Манчестере, основанную актрисой Тиной О’Брайен и Эстер Морган.
Купер увлекается футболом и до поступления в театральную школу мечтал о карьере профессионального футболиста. Играл в молодежной команде (U15) футбольного клуба «Уоррингтон Райлендс». Кроме того, Купер — большой фанат футбольного клуба «Ливерпуль», а его любимый игрок — Трент Александер-Арнольд. В свободное время любит играть на PlayStation. Его любимые игры — «Grand Theft Auto», «FIFA» и «Red Dead Redemption».
В настоящее время проживает в Орфорде, пригороде Уоррингтона.

## Карьера
В марте 2025 года дебютировал на экране, снявшись в главной роли в мини-сериале производства Netflix «Переходный возраст». На кастинге к сериалу его выбрали из более чем 500 претендентов. Роль принесла ему широкое признание критиков, а газета Evening Standard написала, что его игра — возможно, лучший дебют среди юных актёров, когда-либо виденный. Сериал вошёл в топ-10 самых популярных англоязычных сериалов Netflix. Также Купер стал самым молодым номинантом премии «Эмми» в категории "Лучший актёр второго плана в мини-сериале или фильме" в возрасте 15 лет. Он также номинирован на премию Ассоциации телевизионных критиков в категории «Премия за личные достижения в драме». Кроме того, Купер победил в категории «Лучшее актёрское исполнение второго плана в мини-сериале» на премии Gotham TV Awards.
Также в марте 2025 года было объявлено, что Купер сыграет молодого Хитклиффа в экранизации романа «Грозовой перевал» режиссёра Эмиральд Феннел с Марго Робби и Джейкобом Элорди в главных ролях. Премьера фильма запланирована на 13 февраля 2026 года.

## Фильмография

### Кино и телевидение
| Год  |   | Русское название   | Оригинальное название | Роль             |
| ---- | - | ------------------ | --------------------- | ---------------- |
| 2025 | с | Переходный возраст | Adolescence           | Джейми Миллер    |
| 2026 | ф | Грозовой перевал   | Wuthering Heights     | молодой Хитклифф |
|      | с | —                  | Film Club             | Кэллум           |

### Музыкальные видео
| Год  | Название          | Ссылка | Артист     |
| ---- | ----------------- | ------ | ---------- |
| 2025 | Little Bit Closer |        | Сэм Фендер |

## Награды и номинации
Полный список наград и номинаций на IMDb.
| Год  | Награда                                  | Категория                                                | Работа             | Результат |
| ---- | ---------------------------------------- | -------------------------------------------------------- | ------------------ | --------- |
| 2025 | Прайм-таймовая премия «Эмми»             | Лучший актёр второго плана в мини-сериале или фильме     | Переходный возраст | Ожидается |
| 2025 | Премия Ассоциации телевизионных критиков | Премия за личные достижения в драме                      | Переходный возраст | Ожидается |
| 2025 | Gotham TV Awards                         | Лучшее актёрское исполнение второго плана в мини-сериале | Переходный возраст | Победа    |